# Personnages de L'Attaque des Titans
 (mai 2024).
Si vous disposez d'ouvrages ou d'articles de référence ou si vous connaissez des sites web de qualité traitant du thème abordé ici, merci de compléter l'article en donnant les références utiles à sa vérifiabilité et en les liant à la section « Notes et références ».
L'Attaque des Titans présente une pléthore de personnages fictifs créés par Hajime Isayama. L'histoire se déroule dans un monde où l'humanité vit isolée du reste du monde par trois murs impénétrables leur permettant de se défendre contre les Titans, de gigantesques humanoïdes qui dévorent les humains sans raison apparente. L’histoire est d’abord centrée sur Eren Jäger avec ses amis d’enfance, Mikasa Ackerman et Armin Arlet, qui rejoignent le bataillon d'exploration pour combattre les Titans après l’invasion du District de Shiganshina, leur ville natale. Ils font partie de la 104e brigade d’entraînement, dont les diplômés occupent différents postes au sein de l’armée, notamment la garnison de protection, le bataillon d'exploration et les brigades spéciales. Il est ensuite révélé que la région où se trouvent les trois murs se trouvent sur l'Île du Paradis (パラディ島, Paradi-tō) et qu'il s'agit du dernier territoire du royaume d'Eldia (エルディアの王国, Erudia no Ōkoku). Il y a d'autres nations en dehors des trois murs, notamment l'empire Mahr (マーレ帝国, Māre Teikoku), dont plusieurs de ses principaux combattants avaient infiltré l'Île du Paradis en tant que Titans.

## Personnages principaux
Eren Jäger (エレン・イェーガー, Eren Yēgā)
Voix japonaise : Yūki Kaji, voix française : Bastien Bourlé
Eren est un membre du bataillon d’exploration et le principal protagoniste de la série. Il a vécu dans le district de Shiganshina avec ses parents et Mikasa jusqu'à la Chute du Mur Maria. Au cours de l'incident, Eren a vu, impuissant, sa mère être dévorée par un Titan souriant. Cet événement a suscité chez Eren une haine intense envers les Titans, jusqu'à désirer leur extermination totale.
Peu de temps après, son père, Grisha, le trouva et lui donna la clé de son sous-sol, suppliant Eren de retourner un jour à Shiganshina pour y accéder. Il a ensuite injecté à Eren du liquide spinal de Titan pour lui transmettre ses pouvoirs au prix de sa vie.
En l’an 847, Eren, Mikasa et Armin ses meilleurs amis rejoignirent la 104e brigade d'entraînement. Tous les trois obtinrent leur diplôme, Eren se classant à la 5e place. Ils rejoignirent le bataillon d’exploration après la Bataille du District de Trost.
Après avoir trouvé le sous-sol et s'être connecté à l'héritage spirituel de son père, Eren a appris la vérité sur le passé de son père, l'Histoire des Titans et le Monde Extérieur. Eren fit alors la promesse de libérer les habitants des trois murs de leur véritable ennemi : l’Empire Mahr et tous ceux du Monde Extérieur qui oseraient s'opposer à la libération du peuple d'Ymir.
Au fur et à mesure de l'histoire, Eren détient trois Titans primordiaux. De son père, Eren a hérité du Titan assaillant (進撃の巨人, Shingeki no Kyojin) et du Titan originel (始祖の巨人, Shiso no Kyojin). Après avoir dévoré Lara au cours de la bataille de Revelio, il a également acquis le Titan marteau d'armes (戦槌の巨人, Sentsui no Kyojin). Après la bataille de Revelio, lui et son demi-frère planifiront un plan pour pouvoir obtenir le pouvoir de l'originel, mais Eren trahira son frère et décide de suivre sa propre voie, qui est d'éradiquer toutes les nations du monde pour protéger son île natale. Il se fera cependant trancher la tête par Mikasa après avoir échangé un tendre baiser. À la suite de la mort d'Eren le peuple d'Ymir fut libéré de leur malédiction.
Mikasa Ackerman (ミカサ・アッカーマン, Mikasa Akkāman)
Voix japonaise : Yui Ishikawa, voix française : Nathalie Bienaimé
Mikasa était la pupille des parents d'Eren, Grisha et Carla, et est l'une des principales protagonistes de la série, aux côtés d'Armin. Après le meurtre de ses parents biologiques par des trafiquants d'êtres humains, Mikasa a été sauvée par Eren et a vécu avec la famille Jäger jusqu'à la chute du mur Maria. Elle est la dernière descendante du clan Shogun qui est resté sur Île du Paradis, donc liée à la famille Azumabito, et est, par conséquent une haute personnalité de Heazul. Bien qu'elle veuille seulement mener une vie paisible aux côtés de ceux qu'elle aime, plus particulièrement Eren, Mikasa est entrée dans l'armée des murs. Plus tard, elle s'enrôle dans le bataillon d'exploration pour suivre et protéger Eren. Génie au combat, "valant plus que 100 officiers", elle devient l'un des plus grands atouts de l'Armée après Livai. Elle participe également à la Bataille de Revelio dans le but de récupérer Eren. À la suite de cette bataille ses véritables sentiments sont dénoncés par Eren qui ne les partagent pas et la repousse avec de très lourds mots. Mais quand Eren déclencha le grand terrassement elle était dans l'incapacité de le laisser vivre et avant de le tuer, elle échangea avec lui un tendre baiser.
Armin Arlelt (アルミン・アルレルト, Arumin Arureruto)
Voix japonaise : Marina Inoue, voix française : Adrien Solis (saisons 1 et 2) puis Victor Niverd (depuis saison 3)
Armin est un soldat d'élite du bataillon d'exploration. Il est également un ami d’enfance d’Eren et de Mikasa, et l’un des principaux protagonistes de la série. Bien que, physiquement, il semble être l'un des plus faibles de la 104e brigade d'entraînement, son intelligence et son génie en font un stratège indispensable à l'armée, en particulier lorsqu'il s'associe au Major Hansi.
Après la Bataille du District de Shiganshina, il succéda à Bertolt en tant que détenteur du Titan Colossal (超大型の巨人, Chō-Ōgata no Kyojin). Il participe lui aussi à la Bataille de Revelio en anéantissant à lui seul la flotte de Mahr grâce au pouvoir du titan Colossal. Après cette bataille ses sentiments avec Eren ne sont plus d'autant plus réciproque d'où il frappera Eren pour sa conduite envers Mikasa qui se termine par une victoire d'Eren. À la suite de cela il aide le reste du Bataillon d'exploration à venir à bout du titan Originel de Eren. Il sera ensuite nommé 15e Major du Bataillon d'exploration succédant à Hansi à sa mort.
Après ça Armin affronta son ami de toujours dans un combat de titan où Eren se transforma en titan Colossal pour rivaliser avec son ami. Mais ils réussissent à vaincre le titan Originel et annule la malédiction du peuple d'Ymir. Armin semble aussi éprouver un attachement à Annie devant qui il rougit à première vue.

## Armée des murs
L'Armée des murs (壁の軍事, Kabe no Gunji) est une force armée professionnelle à temps plein formée pour faire face aux Titans à l'intérieur et au-delà des trois murs. Elle est divisée en trois régiments : le bataillon d'exploration, qui explore le territoire à l'extérieur des murs dans une tentative d'expansion ; la garnison de protection, qui patrouille et maintient les murs, agissant comme les premiers soldats à s'engager contre les Titans si la porte est détruite ; et les brigades spéciales, qui sont les gardes personnels du gouvernement royal et maintiennent l'ordre dans les trois murs. Après la révélation de l'origine des Titans, l'armée des murs se concentre sur la défense de l'Île du Paradis contre l'agression de l'Empire Mahr et du reste du Monde Extérieur.
Daris Zackley (ダリス・ザックレー, Darisu Zakkurē)
Voix japonaise : Hideaki Tezuka, voix française : Yann Pichon
Le général-en-chef Zackley (ザックレー総統, Zakkurē Sōtō) est le soldat qui dirige les trois régiments de l'armée des murs.

### Bataillon d'exploration
Le bataillon d'exploration (調査兵団, Chōsa Heidan) est le régiment militaire qui participe le plus activement à l'étude contre les Titans, à l'expansion humaine et à l'exploration extérieure. Ils ont les meilleurs soldats et sont les plus compétents dans l'utilisation de l'équipement tridimensionnel. Mais, en dépit du manque de succès, ils symbolisent toujours l'« espoir de l'humanité » avec leurs insignes étant connus sous le nom d'« ailes de la liberté ». Ils espèrent qu'un jour leurs efforts changeront le Monde et qu'ils pourront récupérer ce que les Titans ont pris à l'humanité.
Après que la vérité sur les Titans ait été révélée, le bataillon d'exploration se concentre sur la lutte contre l'empire Mahr et tout autre menace venant du monde extérieur.
Jean Kirschtein (ジャン・キルシュタイン, Jan Kirushutain)
Voix japonaise : Kishō Taniyama, voix française : Benjamin Pascal
Jean est diplômé de la 104e brigade d'entraînement, parmi lesquels il s'est classé à la 6e place. Jean vient du district de Trost au Sud du Mur Rose et a rejoint l'armée des murs dans l'espoir d'obtenir une vie paisible au sein des brigades spéciales, mais il rejoindra le bataillon d'exploration en prenant conscience de son enjeu après la bataille de Trost. Son caractère impulsif l'oppose souvent à Eren, et ce depuis l'entrainement. Une fois dans le bataillon, il se révèle comme un excellent soldat, ainsi qu'un bon leader.
Conny Springer (コニー・スプリンガー, Konī Supuringā)
Voix japonaise : Hiro Shimono, voix française : Grégory Laisné
L'Officier Connie (コニー上官, Konī Jōkan) est membre de la 104e brigade d'entrainement. Il occupe la 8e place au sein de sa promotion et vient du village rural de Ragako au Sud du Mur Rose, sa plus grande ambition étant de rendre sa famille et son village fiers de lui. Après l'obtention du diplôme, il a rejoint le bataillon d'exploration.
Hansi Zoe (ハンジ・ゾエ, Hanji Zoe)
Voix japonaise : Romi Paku, voix française : Jessie Lambotte
La Major Hanji (ハンジ団長, Hanji Danchō) est la 14e major (第十四の団長, Daijūyon no Danchō) du bataillon d'exploration, nommée directement par le major Erwin Smith à sa mort.
C'est une ancienne chef d'escouade (分隊長, Bun-Taichō) qui était responsable de la 4e escouade. Sa très haute intelligence en fait une chercheuse brillante ayant pour tâche d'inventer et de mener des recherches novatrices sur les Titans, y compris les Demi-Titans comme Eren. Comme pour Armin le stratège, le génie scientifique d'Hansi est indispensable à l'armée. Contrairement à tous les autres humains, Hansi porte un regard différent sur la situation, comprenant que quelque chose ne tournait pas rond et elle est surtout la seule à être capable d'empathie lorsqu'elle voit des titans souffrir. Ce sont ses recherches qui ont permis de comprendre que les titans sont d'origine humaine.
Après sa promotion en tant que Major, Hansi fût chargée de la planification des expéditions extra-muros, de la gestion du bataillon d'exploration, du recrutement et de toutes les autres responsabilités précédemment assumées par Erwin. Plus tard après la bataille de Revelio elle aussi fait partie du groupe censé arrêter le grand terrassement, c'est aussi elle qui est à la raison de l'Alliance entre Mahr et paradis pour vaincre un ennemi plus fort qu'eux.
Mais pour sauver ces camarades qui étaient sur le point de tomber nez à nez avec le grand terrassement, elle se sacrifie en léguant à Armin la direction du Bataillon d'exploration.
Lima (ライマ, Raima)
Le Chef d'Escouade Lima (ライマ班長, Raima Hanchō) était un membre du bataillon d'exploration.
Livaï Ackerman (リヴァイ・アッカーマン, Rivai Akkāman)
Voix japonaise : Hiroshi Kamiya, voix française : Bruno Méyère
Le Caporal-Chef Livaï (リヴァイ兵長, Rivai Heicho) est le Chef (兵士長, Heishichō) de l'escouade tactique du bataillon d'exploration, et est connu comme le soldat le plus puissant de l'armée de Paradis. Il participe à la Bataille de Shinganshina durant laquelle il parvient à vaincre Sieg Jäger. Il répètera le même exploit lors de la Bataille de Revelio, par la suite il est chargé de surveiller Sieg loin des murs. Après l'évasion de ce dernier, Livaï fut grièvement blessé par l'explosion d'une lance foudroyante perdant ainsi son œil droit et l'index et le majeur de la main droite. Malgré ses blessures, se battra dans la Bataille Finale contre le Grand Terrassement.
Lauda (ラウダ, Rauda)
Voix japonaise : Kimihiko Nakamura
Le Chef d'Escouade Lauda (ラウダ班長, Rauda Hanchō) est un ancien membre du bataillon d'exploration.
Rashid (ラシャド, Rashado)
Voix japonaise : Yuki Hayashi
Le Chef d'Escouade Rashid (ラシャド班長, Rashado Hanchō) est un ancien membre de la 4e escouade du bataillon d'exploration, sous le commandement de la chef d'escouade Hansi. Son statut militaire actuel est inconnu.
Thomas (トーマ, Tōma)
Voix japonaise : Ryouta Takeuchi
Thomas est un ancien membre du bataillon d'exploration, au service du chef d'escouade Mike. Il apporta la nouvelle de l'invasion du mur Rose au major Erwin.
Sasha Braus (サシャ・ブラウス, Sasha Burausu)
Voix japonaise : Yū Kobayashi, voix française : Marie Nonnenmacher
Sasha est l'une des rares anciens membres de la 104e brigade d'entraînement, dont elle a été à la 9e place de sa promotion, qui a décidé de rejoindre le bataillon d'exploration, en entrant en contact avec le fort désir d'Eren d'éliminer les Titans. Accapareuse de nourriture compulsive avec une façon de parler trop polie, Sasha est originaire de Dauper, un village du Sud du Mur Rose. Elle est tuée pendant la bataille de Revelio.
Lobov (ロボフ, Robofu)
Voix japonaise : Takahiro Fujiwara, voix française : Yann Pichon
La Recrue Lobov (ロボフ新兵, Robofu Shinpei) était un nouveau membre du bataillon d'exploration, ainsi qu'un ancien Général (師団長, Shidanchō) de la garnison de protection ayant participé à la Bataille de Revelio.
Erwin Smith (エルヴィン・スミス, Eruvin Sumisu)
Voix japonaise : Daisuke Ono, voix française : Christophe Seugnet
Le Major Erwin (エルヴィン団長, Eruvin Danchō) est le 13e major (第十三の団長, Daijūsan no Danchō) du bataillon d'exploration. Humain, intègre, intelligent et largement respecté, Erwin est un excellent chef. Alors qu'il s'intéresse profondément à ses subordonnés, il n'hésite jamais à les sacrifier pour le bien et la prospérité de l'humanité, et ses subordonnés se sont révélés plus disposés à lui obéir au péril de leurs vies. Il perd son bras droit durant la mission de sauvetage d'Eren et Ymir. Erwin a développé la formation de détection d'ennemis sur longue distance, et en raison de l'incertitude quant à son avenir, il nomma ensuite la chef d'escouade Hansi pour lui succéder.
Sandra (サンドラ, Sandora)
Voix japonaise : Tomomi Kawamura
La Recrue Sandra (サンドラ新兵, Sandora Shinpei) est une membre du bataillon d'exploration. Elle a rejoint le bataillon d'exploration à la suite du couronnement de la Reine Historia, au cours des 2 mois qui se sont écoulés entre l’attaque du district d’Orvud et la bataille du district de Shiganshina, où elle a été affectée au service du chef d'escouade Klaus.
Gordon (ゴードン, Gōdon)
Voix japonaise : Motoki Sakuma
La Recrue Gordon (ゴードン新兵, Gōdon Shinpei) est un membre du bataillon d'exploration. Il a rejoint le bataillon d'exploration à la suite du couronnement de la reine Historia, au cours des 2 mois qui se sont écoulés entre l’attaque du district d’Orvud et la bataille du district de Shiganshina, où il a été affecté au service du chef d'escouade Klaus.
Marlowe Freudenberg (マルロ・フロイデンベルク, Maruro Furoidenberuku)
Voix japonaise : Tomokazu Sugita, voix française : Emmanuel Rausenberger
La Recrue Marlowe (マルロ新兵, Maruro Shinpei) est un membre du bataillon d'exploration, au service du chef d'escouade Klaus, ainsi qu'un ancien Particulier (二等兵, Nitōhei) des brigades spéciales stationné dans le district de Stohess jusqu'à ce que sa branche change. Il est l'un des diplômés de la 104e brigade d'entraînement, même s'il ne fut pas de la même division qu'Eren.
Dirk (ディルク, Diruku)
Voix japonaise : Yasuhiro Mamiya, voix française : Alexandre Coadour (saison 3 partie 1) puis Charles Mendiant (depuis saison 3 partie 2)
Le Chef d'Escouade Dirk (ディルク班長, Diruku Hanchō) est un membre du bataillon d'exploration ayant participé à la bataille du district de Shiganshina.
Marlène (マレーネ, Marēne)
Voix japonaise : Saki Endō, voix française : Mélanie Anne
Le Chef d'Escouade Marlène (マレーネ班長, Marēne Hanchō) est une membre du bataillon d'exploration ayant participé à la bataille du district de Shiganshina.
Klaus (クラース, Kurāsu)
Voix japonaise : Saki Endō, voix française : Frédéric Souterelle
Le Chef d'Escouade Klaus (クラース班長, Kurāsu Hanchō) est un membre du bataillon d'exploration ayant participé à la bataille du district de Shiganshina.
Harold (ハロルド, Harorudo)
Voix japonaise : Yasuyuki Sano, voix française : Emmanuel Rausenberger
Le Chef d'Escouade Harold (ハロルド班長, Kurāsu Harorudo) est un membre du bataillon d'exploration. Il a dirigé une parie de la 4e escouade, au service du chef d'escouade Hansi, lors de la bataille du district de Shiganshina.
Moblit Bahner (モブリット・バーナー, Moburitto Bānā)
Voix japonaise : Rintarō Nishi, voix française : Alexandre Coadour (saisons 1, 2 et 3 partie 1) puis Charles Mendiant (depuis saison 3 partie 2)
Le Sous-Chef d'Escouade Moblit (モブリット分隊副長, Moburitto Buntai Fukuchō) est un membre vétéran de la 4e escouade du bataillon d'exploration, au service du chef d'escouade Hansi, à qui il a également servi d'assistant et de messager.
Abel (アーベル, Āberu)
Voix japonaise : Kiyohito Yoshikai
Abel est un membre de la 4e escouade du bataillon d'exploration, au service du chef d'escouade Hansi, qui est réputé pour toujours porter des lunettes de protection. Il a participé à la 57e expédition extra-muros et accompagne régulièrement des hauts-gradés comme le caporal-chef Livaï dans des missions importantes.
Keiji (ケイジ, Keiji)
Voix japonaise : Shuhei Matsuda, voix française : Emmanuel Gradi (saisons 1 et 2) puis Yann Pichon (depuis saison 3)
L'Officier Keiji (ケイジ上官, Keiji Jōkan) est un membre de la 4e escouade du bataillon d'exploration, au service du chef d'escouade Hansi.
Nifa (ニファ, Nifa)
Voix japonaise : Sayaka Senbongi, voix française : Mélanie Anne
Nifa est un membre de la 4e escouade du bataillon d'exploration, au service du chef d'escouade Hansi.
Nanaba (ナナバ, Nanaba)
Voix japonaise : Asami Shimoda, voix française : Sophie Baranes
Nanaba est un membre vétéran du bataillon d'exploration, au service du chef d'escouade Mike. Elle est morte durant l'attaque du château d'Utgard.
Gelgar (ゲルガー, Gerugā)
Voix japonaise : Yasuyuki Kase, voix française : Alexandre Coadour
Gelgar est un membre du bataillon d'exploration, au service du chef d'escouade Mike. Il est mort durant l'attaque du château d'Utgard.
Henning (ヘニング, Heningu)
Voix japonaise : Keiichi Nakagawa
Henning est un membre du bataillon d'exploration, au service du chef d'escouade Mike.
Lynne (リーネ, Rīne)
Voix japonaise : Rintarō Nishi
Lynne est une membre du bataillon d'exploration, au service du Chef d'Escouade Mike.
Mike Zacharias (ミケ・ザカリアス, Mike Zakariasu)
Voix japonaise : Kenta Miyake, voix française : Benjamin Pascal
Le Chef d'Escouade Mike (ミケ分隊長, Mike Bun-Taichō) est un soldat des plus importants du bataillon d'exploration. Soldat de confiance, il est considéré comme le 2e soldat le plus puissant de l'armée des murs, juste après le Caporal-Chef Livaï. Mike a un sens de l'odorat remarquablement bon, ce qui lui permet de détecter les Titans sur de longues distances.
Auruo Bossard (オルオ・ボザド, Oruo Bozado)
Voix japonaise : Shinji Kawada, voix française : Arnaud Romain
Auruo est un membre du bataillon d'exploration choisi personnellement par le caporal-chef Livaï pour intégrer l'escouade tactique. C'est un soldat expérimenté avec un très grand nombre de Titans tués.
Petra Ralle (ペトラ・ラル, Petora Raru)
Voix japonaise : Natsuki Aikawa, voix française : Caroline Combes
Petra est un membre du bataillon d'exploration choisie personnellement par le caporal-chef Livaï pour intégrer l'escouade tactique. Elle semble être très proche d'Auruo même si elle ne fait que le casser.
Erd Gin (エルド・ジン, Erudo Jin)
Voix japonaise : Susumu Chiba, voix française : Alexandre Coadour
Erd est le sous-chef des membres du bataillon d'exploration choisi personnellement par le caporal-chef Livaï pour intégrer l'escouade tactique.
Gunther Schültz (グンタ・シュルツ, Gunta Shurutsu)
Voix japonaise : Kōzō Mito, voix française : Damien Da Silva
Gunther est l'un des membres du bataillon d'exploration choisi personnellement par le caporal-chef Livaï pour intégrer l'escouade tactique.
Darius Baer-Varbrun (ダリウス・ベーア＝ヴァルブルン, Dariusu Bēa-Varuburun)
Voix japonaise : Akimitsu Takase, voix française : Marc Bretonnière
Le Chef d'Escouade Darius (ダリウス班長, Dariusu Hanchō) est un membre du bataillon d'exploration ayant participé à la 57e expédition extra-muros.
Dita Ness (ディータ・ネス, Dīta Nesu)
Voix japonaise : Koichi Sakaguchi
Le Chef d'Escouade Ness (ネス班長, Nesu Hanchō) est un membre du bataillon d'exploration ayant participé à la 57e expédition extra-muros.
Luke Siss (ルーク・シス, Rūku Shisu)
Voix japonaise : Masamichi Kitada
Luke Siss est un membre expérimenté du bataillon d'exploration ayant participé à la 57e expédition extra-muros.
Ilse Langner (イルゼ・ラングナー, Iruze Rangunā)
Voix japonaise : Sachi Kokuryu
Ilse est un membre du bataillon d'exploration. Elle a participé à la 34e expédition extra-muros et est responsable de l'aile gauche de la 2e brigade. Son matériel endommagé, elle a erré jusqu'à rencontré un Titan qui parlait. Elle a tenté de communiquer avec lui. Les notes qu'elle a prises avant d'être dévorée ont été très utiles au chef d'escouade Hansi dans ses recherches.
Moses Braun (モーゼス・ブラウン, Mōzesu Buraun)
Voix japonaise : Takuya Masumoto
Moses est un membre du bataillon d'exploration et la 1re personne qui a été tuée par un Titan au début de la série. Il semblait manifester une grande passion pour l'humanité et était un soldat conditionné.
11e Major (第十一の団長, Daijūichi no Danchō)
Voix japonaise : Takuya Masumoto
Le 11e Major est un chef du bataillon d'exploration. Il a été remplacé par Keith.
Balys (バリス, Barisu)
Balys est un soldat du bataillon d'exploration ayant participé à la bataille de Revelio.

### Brigades spéciales
Les brigades spéciales (憲兵団, Kenpeidan) forment le régiment militaire le plus prestigieux en raison de leur travail, ce qui permet aux citoyens de vivre en toute sécurité à l'intérieur des murs et aboutit à de nombreuses ressources. Par conséquent, ils ont une autorité supérieure sur d'autres régiments militaires. Cependant, en réalité, les brigades spéciales sont complètement corrompues en raison d'un manque de surveillance par rapport aux autres régiments militaires. En raison de leur usages abusifs du pouvoir, les brigades spéciales sont également en désaccord avec la garnison de protection et surtout avec le bataillon d'exploration. Seuls les 10 premiers diplômés des brigades d'entrainement peuvent postuler pour les brigades spéciales. Cependant, selon la conversation entre Hitch Dreyse et Boris Feulner, il existe d'autres façons d'entrer dans le régiment : fraternisation, favoritisme, etc.
Waltz (ヴァルツ, Varutsu)
Voix japonaise : Ryota Asari
Waltz est un membre des brigades spéciales.
Hitch Doris (ヒッチ・ドリス, Hitchi Dorisu)
Voix japonaise : Akeno Watanabe, voix française : Marie Nonnenmacher
Hitch est une Particulière (二等兵, Nitōhei) des brigades spéciales stationnée dans le district de Stohess. Elle est diplômée de la 104e brigade d'entraînement, bien qu'elle n'appartenait pas à la même division qu'Eren.
Boris Feulner (ボリス・フォイルナー, Borisu Foirunā)
Voix japonaise : Yuichi Karasuma, voix française : Benjamin Pascal
Boris est un membre des brigades spéciales stationné dans le district de Stohess. Il est diplômé de la 104e brigade d'entraînement, bien qu'il ne soit pas de la même Division qu'Eren.
Dennis Eibringer (デニス・アイブリンガー, Denisu Aiburingā)
Voix japonaise : Seirō Ogino
L'Officier Dennis (デニス上官, Denisu Jōkan) est un membre des brigades spéciales stationné dans le district de Stohess.
Roger (ロゲール, Rogēru)
Voix japonaise : Isshin Chiba, voix française : Yann Pichon
Roger est un membre des brigades spéciales.
Kenny Ackerman (ケニー・アッカーマン, Kenī Akkāman)
Voix japonaise : Kazuhiro Yamaji, voix française : Emmanuel Gradi
Le capitaine Kenny (ケニー隊長, Kenī Taichō) était le chef de l'équipe anti-humains de la 1re division des brigades spéciales. Kenny était un tueur  qui tranchait la gorge de ses victimes. Il est connu comme une légende urbaine sous le nom de "Kenny l'égorgeur" (切り裂き, Kirisaki). Surnom qu'il n'aime pas d'ailleurs. Après avoir rencontré le roi Uri, il proposa ses services au gouvernement royal. Depuis la conversation avant la mort du Roi Uri, Kenny voulait obtenir par tous les moyens le pouvoir du Titan Originel. Oncle maternel du caporal-chef Livaï, il avait enseigné à ce dernier, dès son enfance, à survivre dans la Ville Souterraine.
Traute Caven (トラウテ・カーフェン, Toraute Kāfen)
Voix japonaise : Saori Terai, voix française : Bérangère Jean
Traute était une membre de l'équipe anti-humains de la 1re division des brigades spéciales et était très fidèle envers son supérieur, le capitaine Kenny.
Duran (デュラン, Dyuran)
Duran était un membre de l'équipe anti-humains de la 1re division des brigades spéciales.
Dot Pixis (ドット・ピクシス, Dotto Pikushisu)
Voix japonaise : Masahiko Tanaka, voix française : Marc Bretonnière
Le commandant Pixis (ピクシス司令, Pikushisu Shirei) est le plus haut officier de la garnison de protection du sud des murs, incluant le district de Trost. En matière de défense, il a pleine autorité. Lors de l'attaque de Trost, il prend rapidement le commandement des opérations de riposte. Après la découverte du pouvoir d'Eren, il en saisit rapidement le potentiel et décide de lancer l'opération de fermeture de la porte grâce aux pouvoirs d'Eren.
Naile Dork (ナイル・ドーク, Nairu Dōku)
Voix japonaise : Anri Katsu, voix française : Arnaud Romain (saisons 1 et 2) puis Antoine Tomé (depuis saison 3)
Le commandant Naile est le dirigeant des brigades spéciales.
Roeg (ローグ, Rōgu)
Voix japonaise : Toshihiro Okubo, voix française : Christophe Seugnet
Roeg est un membre des brigades spéciales.

### Garnison de protection
La garnison de protection (駐屯兵団, Chūton Heidan) est le plus grand des régiments militaires, qui protège et maintient l'ordre dans les murs. Compte tenu du taux de mortalité du bataillon d'exploration et des critères de sélection limités des brigades spéciales, la plupart des soldats rejoignent la garnison de protection. Comme ils ont souvent un contact étroit avec les Titans et les civils humains, ils maîtrisent une grande variété de tâches telles que le combat contre les Titans, l'usage des canons, les détails de sécurité, le contrôle de la foule et l'utilisation du fusil.
Kitts Verman (キッツ・ヴェールマン, Kittsu Vēruman)
Voix japonaise : Tomoyuki Shimura, voix française : Emmanuel Gradi
Le capitaine Verman (ヴェールマン隊長, Taichō) dirige la 1re division d'élite de la garnison de protection.
Rico Bretzenska (リコ・ブレツェンスカ, Riko Buretsensuka)
Voix japonaise : Michiko Kaiden
La Chef d'Escouade Rico (リコ班長, Riko Hanchō) de la 1re division d'élite de la garnison de protection est la seule survivante des escouades d'élite affectées à protéger Eren lors de la bataille du district de Trost.
Phil (フィル, Firu)
Voix japonaise : Yukari Shimotsuki, voix française : Pascal Grull
Phil est un membre de la garnison de protection.
Anka Rheinberger (アンカ・ラインベルガー, Anka Rainberugā)
Voix japonaise : Ikumi Hayama, voix française : Mélanie Anne
Anka est membre de la garnison de protection ayant pour but, avec Gustav, d'escorter le commandant Pixis.
Gustav (グスタフ, Gusutafu)
Voix japonaise : Gou Shinomiya
Gustav est membre de la garnison de protection ayant pour but, avec Anka, d'escorter le commandant Pixis.
Carsten (カルステン, Karusuten)
Voix japonaise : Keikou Sakai
Le Capitaine Carsten (カルステン隊長, Karusuten Taichō) est un membre de la garnison de protection responsable du district d'Orvud.
Hugo (フーゴ, Fūgo)
Voix japonaise : Akio Suyama
Hugo est un membre de la garnison de protection et un ami du capitaine Hannes qui a participé à la défense de la porte intérieure du mur Maria lors de la chute du district de Shiganshina.
Hannes (ハンネス, Hannesu)
Voix japonaise : Keiji Fujiwara, voix française : Marc Bretonnière
Le capitaine Hannes (ハンネス隊長, Hanessu Taichō) était un membre de la garnison de protection, ainsi qu'un ami de longue date de la famille Jäger. Il ne prenait pas sa mission au sérieux jusqu'à l'arrivée du titan Colossal. Il a voulu sauver Carla, piégée sous les décombres de sa maison, mais a pris peur devant le Titan souriant. Il a mis Eren et Mikasa à l'abri. Il participe à l'opération de sauvetage d'Eren et fait face au Titan Souriant qui le dévore.
Ian Dietrich (イアン・ディートリッヒ, Ian Dītorihhi)
Voix japonaise : Yūya Murakami, voix française : Yann Pichon
Le Chef d'Escouade Ian (イアン班長, Ian Hanchō) est un membre de la 1re division d'élite de la garnison de protection ayant mené la bataille le district de Trost.
Mitabi Jarnach (ミタビ・ヤルナッハ, Mitabi Yarunahha)
Voix japonaise : Yūya Murakami, voix française : Christophe Seugnet
Le chef d'escouade Mitabi (ミタビ班長, Mitabi Hanchō) est un membre de la 1re division d'élite de la garnison de protection. Il était l'un des trois meilleurs soldats d'élite de la garnison de protection qui se sont battus durant la bataille de Trost, les autres étant les chefs d'escouades Ian et Rico.

### Brigades d'entraînement
Les Brigades d'Entraînement (訓練兵団, Kunren Heidan) sont la branche de l'armée des murs vouée à la formation et à l'éducation des recrues en vue d'intégrer un des trois régiments. Seuls les 10 meilleurs diplômés peuvent postuler pour les brigades spéciales, leur donnant le privilège de vivre en ville. Les autres diplômés peuvent seulement choisir entre le bataillon d'exploration ou la garnison de protection.
La 104e brigade d'entraînement (第104期訓練兵団, Dai-Hyakuyon-Ki Kunren Heidan) est la seule à être introduite dans la série et la Division du Sud contient presque tous les personnages centraux. Il a été actif de l'an 847 à l'an 850 lorsque les recrues restantes ont obtenu leur diplôme.
Keith Shardiz (キース・シャーディス, Kīsu Shādisu)
Voix japonaise : Tsuguo Mogami, voix française : Yann Pichon
Le Sergent-Instructeur Keith (キース教官, Kīsu Kyōkan) est le soldat responsable de la 104e brigade d'entrainement. Il est chargé de leur formation et de leur évaluation. Il est également le 12e major (第十二の団長, Daijūni no Danchō) du bataillon d'exploration, étant le prédécesseur direct du major Erwin.
Claude Duvalier (クロード・デュヴァリエ, Kurōdo Duvarie)
L'Instructeur Claude (クロード教官, Kurōdo Kyōkan) est un ancien membre du bataillon d'exploration, ainsi que l'auteur du Livre Blanc, un recueil non officiel d'informations et de tactiques militaires destiné à l'éducation des nouvelles recrues.
Ruth D. Line (ルース・D・クライン, Rūsu D. Kurain)
La Jeune Recrue Ruth (ルース訓練兵, Rūsu Kunren-Hei) est un membre de la 104e brigade d'entraînement ayant combattu durant la bataille du district de Trost.
Marco Bott (マルコ・ボット, Maruko Botto)
Voix japonaise : Ryota Ohsaka, voix française : Pascal Grull
Le Jeune Recrue Marco (ルース訓練兵, Rūsu Kunren-Hei) est un membre de la 104e brigade d'entrainement, il s'est classé à la 7e place au sein de sa promotion. Il a été assigné à combattre les Titans lors de l'évacuation des citoyens après la bataille du district de Trost, durant laquelle il reçut le commandement de sa propre escouade.
Tom (トム, Tomu)
Voix japonaise : Susaki Shigeyuki
La Jeune Recrue Tom (トム訓練兵, Tomu Kunren-Hei) est un membre de la 104e brigade d'entrainement.
Hannah Diamant (ハンナ・ディアマント, Hanna Diamanto)
Voix japonaise : Megumi Sato, voix française : Pascale Chemin
Hannah est un membre de la 104e brigade d'entrainement ayant combattu durant la bataille du district de Trost.
Franz Kefka (フランツ・ケフカ, Furantsu Kefuka)
Voix japonaise : Kenta Ôkuma, voix française : Damien Da Silva
Franz est un membre de la 104e brigade d'entrainement ayant combattu durant la bataille du district de Trost.
Mihna Carolina (ミーナ・カロライナ, Mīna Caroraina)
Voix japonaise : Chika Anzai, voix française : Caroline Combes
Mihna est un membre de la 104e brigade d'entrainement ayant combattu durant la bataille du district de Trost.
Nack Tias (ナック・ティアス, Nakku Tiasu)
Voix japonaise : Tomoyuki Higuchi
Nack est un membre de la 104e brigade d'entrainement ayant combattu durant la bataille du district de Trost.
Myllius Zermusky (ミリウス・ゼルムスキー, Miriusu Zerumusukī)
Voix japonaise : Kazuhiro Fusegawa
Myllius est un membre de la 104e brigade d'entrainement ayant combattu durant la bataille du district de Trost.
Thomas Wagner (トーマス・ワグナー, Tōmasu Wagunā)
Voix japonaise : Kazuhiro Fusegawa, voix française : Bruno Méyère
Thomas est un membre de la 104e brigade d'entrainement ayant combattu durant la bataille du district de Trost et a été affecté à la garde intermédiaire après la 2e attaque du Titan colossal.

## Forces militaires de l'empire Mahr
Les forces militaires de l'empire Mahr (マーレ帝国の軍事, Māre Teikoku no Gunji) est l'ensemble des forces armées de l'empire Mahr, comprenant l'armée Mahr (マーレ陸軍, Māre Rikugun) et la marine Mahr (マーレ海軍, Māre Kaigun), qui comprend l'unité des guerriers.
Koslo (コスロ, Kosuro)
Voix japonaise : Tooru Nara, voix française : Frédéric Souterelle
Koslo est un officier mahr ayant combattu durant la guerre contre l'Alliance moyen-orientale jusqu'à la victoire de l'Empire Mahr.
Théo Magath (テオ・マガト, Teo Magato)
Voix japonaise : Jiro Saito (en), voix française : Paul Borne
Le Commandant Magath (マガト団長, Magato Danchō) est un dirigeant de l'unité eldienne de l'armée mahr. Autrefois l'un des superviseurs en chef des premiers candidats de l'unité des guerriers durant leur formation, il dirigea plus tard cette unité dans de nombreuses guerres, comme celle contre l'Alliance moyen-orientale, jouant un rôle capital dans chaque victoire de l'empire Mahr. Grâce à l'Appui de Willy Teyber et du gouvernement impérial de Mahr, ainsi qu'à la mort du Général Calvi, Magath est le prochain à devenir le général des forces militaires de Mahr.
Carlo (カルロ, Karuro)
Voix japonaise : Keitaro Tanaka
Carlo est un soldat de l'armée mahr, ainsi qu'un membre de l'unité Panzer.
Calvi (カルヴィ, Karuvi)
Voix japonaise : Kiyomitsu Mizuuchi, voix française : Vincent Violette
Le Général Calvi (カルヴィ元帥, Karuvi Gensui) est un haut chef des forces militaires de l'empire Mahr.

### Unité des guerriers
L'unité des guerriers (戦士隊, Senshi-Tai) est une subdivision de l'unité eldienne de l'armée Mahr. Ses membres reçoivent le Pouvoir des Titans sous le contrôle de l'empire Mahr.
Reiner Braun (ライナー・ブラウン, Rainā Buraun)
Voix japonaise : Yoshimasa Hosoya ; Junya Enoki (jeune), voix française : Emmanuel Rausenberger ; Rémi Gutton (jeune)
Le Vice-Capitaine Reiner (ライナー副長, Rainā Fukuchō) fait partie de l'unité des guerriers et est l'un des principaux antagonistes de la série. Il est le fils illégitime de l'Eldienne Karina et d'un cuisinier Mahr, et aurait grandi dans la zone d'internement de Revelio ; finalement, il a été choisi très jeune pour devenir l'un des guerriers de l'empire Mahr. À l'âge de 10 ans, il a hérité du Titan cuirassé (鎧の巨人, Yoroi no Kyojin).
En l'an 845, il infiltra les trois murs aux côtés de Bertolt, Annie et Marcel dans le cadre d'une opération visant à récupérer le Titan originel. Il a rejoint le bataillon d'exploration après s'être classé à la 2e place au sein de la 104e brigade d'entraînement. Après avoir tenté d'enlever Eren, il est mit en échec et s'enfuit avec Bertolt et Ymir après avoir découvert qu'Eren détient l'Originel. A Shinganshina, il participe à une opération pour s'emparer d'Eren mais est presque tué par les nouvelles armes de Paradis, les lances foudroyantes. Il est sauvé par le Charette et revient à Mahr.
Peak Finger (ピーク宣言, Pīku)
Voix japonaise : Manami Numakura, voix française : Mélanie Anne (forme humaine et Titan charette, saison 4) ; Frédéric Souterelle (Titan charrette, saison 3)
Peak est une guerrière eldienne servant l'empire Mahr et l'actuelle détentrice du Titan charrette (車力の巨人, Shariki no Kyojin).
Falco Gleis (ファルコ・グライス, Faruko Guraisu)
Voix japonaise : Natsuki Hanae, voix française : Enzo Ratsito
Falco est un aspirant guerrier (戦士候補生, Senshi Kōho-sei) eldien servant pour l'empire Mahr, et le frère cadet de Kord. Après avoir été transformé en Titan par Sieg et dévoré Porco, il est devenu le Titan mâchoire (顎の巨人, Agito no Kyojin). Ce dernier a l'apparence d'un oiseau et peut donc voler.
Gaby Braun (ガビ・ブラウン, Gabi Buraun)
Voix japonaise : Ayane Sakura, voix française : Lisa Caruso
Gaby est une aspirante guerrière (戦士候補生, Senshi Kōho-sei) eldienne vivant dans la Zone d'Internement de Revelio, ainsi que la cousine de Reiner. Elle est la candidate ayant le plus de chance de devenir le prochain Titan cuirassé.
Annie Leonhart (アニ・レオンハート, Ani Reonhāto)
Voix japonaise : Yu Shimamura, voix française : Pascale Chemin
Annie est diplômée de la 104e brigade d'entraînement et ancienne membre des brigades spéciales. Son habileté exceptionnelle au maniement de la lame et les arts martiaux lui a valu la 4e place, mais elle est considérée comme une louve solitaire n'ayant pas pour habitude de travailler avec les autres.
Formée dès son plus jeune âge aux arts martiaux par son père, elle est sélectionnée pour devenir une guerrière au service de l'empire Mahr. En l'an 845, elle est envoyée en mission pour s'emparer du Titan originel, ainsi que ses compagnons Reiner, Bertolt et Marcel. En tant que Titan féminin (女型の巨人, Megata no Kyojin), elle sert d'antagoniste majeure, jusqu'à sa défaite, où elle décide d'utiliser ses pouvoirs de durcissement contre elle-même et est laissée dans un état comateux.
Porco Galliard (ポルコ・ガリアード, Poruko Gariādo)
Voix japonaise : Toshiki Masuda, voix française : Yoann Sover
Porco est un guerrier eldien au service de l'Empire Mahr et le frère cadet de Marcel. Il fut détenteur du Titan mâchoire (顎の巨人, Agito no Kyojin) qu'il aurait reçu d'Ymir, comme elle-même l'avait reçu de Marcel.
Kord Gleis (コルト・グライス, Koruto Guraisu)
Voix japonaise : Masaya Matsukaze, voix française : Jim Redler
Kord est un aspirant guerrier eldien travaillant pour l'empire Mahr, ainsi que le frère aîné de Falco. Il est destiné à devenir le prochain Titan bestial.
Udo (ウド, Udo)
Voix japonaise : Ayumu Murase, voix française : Benjamin Bollen
Udo est un aspirant guerrier eldien servant pour l'empire Mahr, ainsi qu'un candidat pour devenir le prochain Titan cuirassé.
Sophia (ゾフィア, Zofia)
Voix japonaise : Yūmi Kawashima, voix française : Louane Emera
Sophia est une aspirante guerrier eldienne servant pour l'empire Mahr, ainsi qu'une candidate pour devenir le prochain Titan cuirassé.
Bertolt Hoover (ベルトルト・フーバー, Berutoruto Fūbā)
Voix japonaise : Tomohisa Hashizume, voix française : Arnaud Laurent
Bertolt est un Eldien faisant partie de l'unité des guerriers de l'empire Mahr. En l'an 845, lui, ainsi que Reiner et Annie ont brisé le mur Maria dans une tentative d'attirer et d'acquérir le Titan originel pour l'empire Mahr. Après cela, il rejoint l'armée des murs et obtient son diplôme de la 104e brigade d'entraînement, à la 3e place, et plus tard rejoint le bataillon d'exploration, jusqu'à ce que son identité en tant que détenteur du Titan colossal (超大型の巨人, Chō-Ōgata no Kyojin) soit révélée. Il est souvent décrit comme quelqu'un de calme et discret. Il se fit dévorer par Armin Arlert (どっち, Arūmin Arūlerto) qui devint le prochain porteur du Titan Colossal.
Marcel Galliard (マルセル・ガリアード, Maruseru Gariādo)
Voix japonaise : Masamichi Kitada, voix française : Arthur Raynal
Marcel est le frère aîné de Porco, ainsi qu'un camarade et ami d'enfance de Reiner, Bertolt, Annie et Peak. Il fait partie du groupe envoyé par l'empire Mahr pour attaquer les Eldiens des trois murs en l'an 845, mais sa mission fut interrompue par l'apparition soudaine d'Ymir, alors un Titan primaire. Il possède la capacité de se transformer en Titan mâchoire (顎の巨人, Agito no Kyojin).
Tom Xaver (トム・クサヴァー, Tomu Kusavā)
Voix japonaise : Kenji Hamada, voix française : Frédéric Souterelle
Xaver est un chercheur Eldien faisant partie de la précédente unité des guerriers de l'empire Mahr. Il est le mentor et le prédécesseur de Sieg dans la détention du Titan bestial (獣の巨人, Kemono no Kyojin).

### Autorités de sécurité publique Mahrs
Les autorités de sécurité publique mahrs (マーレの治安当局, Māre no Chian Tōkyoku) sont une organisation militaire de sécurité interne basée au sein de l'empire Mahr.
Eren Kruger (エレン・クルーガー, Eren Kurūgā)
Voix japonaise : Yasunori Matsumoto (en), voix française : Frédéric Souterelle
Kruger est un espion eldien ayant infiltré les autorités de sécurité publique de l'empire Mahr. Il est le fondateur de la résistance eldienne et utilise le pseudonyme de Chouette (フクロウ, Fukurō) pour communiquer avec eux. Secrètement, il est le détenteur du Titan assaillant (進撃の巨人, Shingeki no Kyojin).
Gross (グロス, Gurosu)
Voix japonaise : Ikkyuu Juku, voix française : Antoine Tomé
Le Sergent-Chef Gross (グロス曹長, Gurosu Sōchō) est un soldat des autorités de sécurité publique de l'empire Mahr.

## Noblesse

### Île du Paradis
L'Île du Paradis (パラディ島, Paradi-tō) est une île massive sur laquelle se trouvent les trois murs. Elle est juste au large de la côte de l'empire Mahr et est devenu le dernier territoire du royaume d'Eldia après la grande guerre des Titans, contenant la capitale du royaume déchu. L'empire Mahr utilise l'Île comme une décharge pour ses criminels eldiens, les transformant en Titans Primaires en guise de punition. C'est dans ce contexte que l'on qualifie cette Île de Paradis (楽園, Rakuen). En l'an 851, l'Île du Paradis a été débarrassée de ses Titans primaires grâce aux « abattoirs de l'enfer », ce qui permet à ses habitants de se déplacer librement à l'extérieur des trois murs.
Les trois murs (三つの壁, Mittsu no Kabe) sont trois grandes structures situées sur l'Île de Paradis. Ils ont été construits en l'an 743 par le roi Karl, en utilisant d'innombrables Titans de 50 mètres. Ils empêchent les autres nations d’attaquer Eldia, sous la menace que la famille Royale lâche les Titans sur le reste du monde. On fit croire aux Eldiens qu'ils étaient les derniers représentants de l'humanité à avoir construit les trois murs pour échapper aux Titans.
Historia Reiss (ヒストリア・レイス, Hisutoria Reisu)
Voix japonaise : Shiori Mikami (en), voix française : Caroline Combes
La Reine Historia (ヒストリア女王, Historia-Joō) est l'actuelle véritable reine des murs (壁の真女王, Kabe no Shin no Joō). Elle est également la fille illégitime du prince Rhodes et la dernière survivante de la famille Reiss. Elle a été élevée en isolement sur l'un des domaines de la famille royale jusqu'à la chute du mur Maria.
Peu de temps après, sa mère, Alma, fut égorgée devant elle par Kenny Ackerman, et Historia fut contrainte de renoncer à son nom et à l'héritage de sa demi-sœur la reine Frieda Reiss, de prendre l'identité de Christa Lenz (クリスタ・レンズ, Kurisuta Renzu) et d'intégrer le bataillon d'exploration, afin qu'elle meure à l'extérieur des murs.
En grande partie grâce à l'influence d'Ymir, son amie, elle devint la 10e meilleur recrue de la 104e brigade d'entraînement et a rejoint le bataillon d'exploration. Elle a finalement accepté de revivre sous sa véritable identité et est devenue un atout important pour le bataillon d'exploration et ses partisans et est montée sur le trône après le succès du coup d'état contre le gouvernement royal mis en place par le roi Karl. Peu de temps après l’ellipse, elle tombe enceinte et accouchera d'une petite fille.
Roderick (ローデリヒ, Rōderihi)
Voix japonaise : Takahiro Sumi
Roderick est un noble du culte des murs (ウォール教上層部の男, Wōru-kyō Jōsō-bu no Otoko), ainsi qu'un ancien membre de l'assemblée du faux roi Fritz. Après un soulèvement réussi dirigé par le major Erwin du bataillon d'exploration, ce ministre se joint au nouveau conseil militaire du général-en-chef Zackley.
Ulklin Reiss (ウルクリン・レイス, Urukurin Reisu)
Le Prince Ulklin (ウルクリン王子, Urukurin-Ōji) est le fils aîné du Prince Rhodes et de sa femme, le frère aîné de la reine Frieda, du prince Dirk et des princesses Ebel et Florianne, et le demi-frère le plus âgé de la reine Historia.
Reine-mère Reiss
La reine-mère est la femme du prince Rhodes, ainsi que la mère de la reine Frieda, des princes Ulkiln et Dirk et des princesses Ebel et Florianne. Elle est aussi la belle-mère de la reine Historia.
Florianne Reiss (フロリアン・レイス, Furorian Reisu)
La Princesse Florianne (フロリアン王女, Furorian-Ōjo) est la plus jeune fille du prince Rhodes et de sa femme, la plus jeune sœur de la reine Frieda, des princes Ulklin et Dirk, et de la princesse Ebel, ainsi que la plus jeune demi-sœur de la reine Historia, née un jour après elle.
Ebel Reiss (エーベル・レイス, Ēberu Reisu)
La Princesse Ebel (エーベル王女, Ēberu-Ōjo) est l'une des plus jeunes filles du prince Rhodes et de sa femme, la plus jeune sœur de la reine Frieda et des princes Ulklin et Dirk, la sœur ainée de la princesse Florianne, ainsi que la plus jeune demi-sœur de la reine Historia.
Dirk Reiss (ディルク・レイス, Diruku Reisu)
Le Prince Dirk (ディルク王子, Diruku-Ōji) est le plus jeune fils du prince Rhodes et de sa femme, le frère cadet de la reine Frieda et du prince Ulklin, le frère aîné des princesses Ebel et Florianne, ainsi que le demi-frère le plus jeune de la Reine Historia.
Frieda Reiss (フリーダ・レイス, Furīda Reisu)
Voix japonaise : Yōko Hikasa, voix française : Mélanie Anne
La Reine Frieda (フリーダ女王, Furīda-Joō) est la 2e fille légitime du Prince Rhodes et la demi-sœur la plus âgée de la reine Historia. Elle est en réalité la véritable reine des murs de l'an 842 à l'an 845 et la dernière détentrice "légitime" du Titan originel (始祖の巨人, Shiso no Kyojin). Elle est connue pour apparaître dans les souvenirs obtenus par Eren et la reine Historia.
Uli Reiss (ウーリ・レイス, Ūri Reisu)
Voix japonaise : Toshio Furukawa, voix française : Charles Mendiant
Le Roi Uli (ウーリ王, Ūri-Ō) est le frère cadet du prince Rhodes et l'oncle de la reine Historia. Il fut le véritable roi des murs (壁の王, Kabe no Ō) de l'an 829 à l'an 842. Il a hérité du Titan originel (始祖の巨人, Shiso no Kyojin) de son père et l'a transmis avec la couronne à sa nièce, la reine Frieda.
Ancien roi Reiss
L'ancien roi Reiss est le père du prince Rhodes et du roi Uli et le grand-père paternel des reines Frieda et Historia, des princes Ulklin et Dirk, et des princesses Ebel et Florianne. Il est également l'un des précédents membres de la famille Reiss qui possédait le Titan originel (始祖の巨人, Shiso no Kyojin) et l'un des véritables roi des murs.
Karl Fritz / Karl Reiss (カール・フリッツ / カール・レイス, Kāru Furittsu / Kāru Reisu)
Le roi Karl (カール王, Kāru-Ō) est le 145e roi de l'ancien royaume d'Eldia, ainsi que le seul responsable de sa chute. Après la victoire de l'empire Mahr durant la grande guerre des Titans, il rassembla autant d'Eldiens qu'il le put et les déplaça vers l'Île de Paradis. Puis, il utilisa les pouvoirs du Titan originel (始祖の巨人, Shiso no Kyojin) pour créer les trois murs et effacer l'histoire du monde extérieur des souvenirs de la plupart des Eldiens qui l'avaient suivi. Après, il changea le nom de la famille Fritz en Reiss et est devenu le 1er roi des murs.

### Empire Mahr
L'empire Mahr (マーレ帝国, Māre Teikoku) est un grand empire militaire situé au-delà des trois murs et à travers l'océan depuis l'Île du Paradis. Il s'étend à travers presque un continent entier, ainsi que de nombreux territoires d'outre-mer. Dans les temps anciens, l'empire Mahr a été conquis par les neuf Titans primordiaux du royaume d'Eldia ; cependant, les Mahrs parvinrent à subjuguer la majorité des Territoires eldiens, sauf l'Île du Paradis, durant la grande guerre des Titans. Actuellement, l'empire Mahr se maintient comme la plus grande des puissances mondiales grâce au pouvoir des Titans, mais il perd son statut en raison de son retard sur les autres nations dans le progrès technologique.
Les Mahrs servent d'antagonistes principaux aux Eldiens des trois murs. Son unité des guerriers, dans leur tentative d'acquérir le Titan originel, est responsable de nombreux désastres, tels que la chute du mur Maria, la bataille du district de Trost et l'invasion du mur Rose. En l'an 854, l'empire Mahr et l'Île du Paradis se sont officiellement déclarés la guerre.
Lara Teyber (ララ・タイバー, Rara Taibā)
Voix japonaise : Mamiko Noto, voix française : Audrey Sourdive
Lara est une noble eldienne vivant au sein de l'Empire Mahr, la sœur cadette de Willy, ainsi que l'ancienne détentrice secrète du Titan marteau d'armes (戦槌の巨人, Sentsui no Kyojin).
Willy Teyber (ヴィリー・タイバー, Virī Taibā)
Voix japonaise : Kazuhiko Inoue, voix française : Gilduin Tissier
Willy est un noble eldien vivant au sein de l'Empire Mahr. Il est le chef de la famille Teyber et contrôle l'empire Mahr dans l'ombre, bien qu'il ait choisi de ne pas interférer avec les décisions militaires de l'Empire Mahr.
Fiene Teyber (フィエン・タイバー, Fien Taibā)
Voix japonaise : Mariko Nagai, voix française : Caroline Combes
Fien est une noble eldienne vivant au sein de l'Empire Mahr, ainsi que la fille ainée de Willy.

### Royaume d'Eldia
Le royaume d'Eldia (エルディア王国, Erudia Ōkoku) est une nation créée et principalement peuplée par le peuple d'Ymir, une ethnie humaine capable de se transformer en Titans. Dans les temps anciens, les Eldiens avaient utilisé les Titans pour étendre l'influence de leur royaume, et apporter la prospérité au reste du continent. Finalement, le royaume d'Eldia est devenu instable en raison de conflits internes entre les familles nobles se partageant le pouvoir des Titans et s'est effondré après la grande guerre des Titans en l'an 743. Le Royaume d'Eldia a ainsi perdu la plupart de ses terres ainsi que sept des neuf Titans primordiaux au profit de l'empire Mahr, et de nombreux Eldiens se sont retirés vers l’Île du Paradis, leur dernier territoire. Le roi Karl a élevé les trois murs pour protéger ce qu'il restait du royaume d'Eldia du Monde Extérieur, et a effacé les souvenirs du peu d'Eldiens qui l'avaient suivi.
Après avoir découvert la vérité dans le sous-sol du docteur Grisha, les Eldiens de l'Île du Paradis embrassent leur véritable identité. Bien que l'Île du Paradis soit officiellement appelée « nation eldienne », les pro-Jäger veulent la réinstituer en nouvel empire d'Eldia (新生エルディア帝国, Shinsei Erudia Teikoku).
Maria Fritz (マリア・フリッツ, Maria Furittsu)
La princesse Maria (マリア王女, Maria-Ōjo) est l'aînée des filles de la reine Ymir. Elle deviendra plus tard l'homonyme d'un des trois murs du roi Karl, le mur Maria.
Rose Fritz (ローゼ・フリッツ, Rōze Furittsu)
La princesse Rose (ローゼ王女, Rōze-Ōjo) est la cadette des filles de la reine Ymir. Elle deviendra plus tard l'homonyme d'un des trois murs du roi Karl, le mur Rose.
Sina Fritz (シーナ・フリッツ, Shīna Furittsu)
La princesse Sina (シーナ王女, Shīna-Ōjo) est la benjamine des filles de la reine Ymir. Elle deviendra plus tard l'homonyme d'un des trois murs du Roi Karl, le mur Sina.
Fritz (フリッツ, Furittsu)
L'Empereur Fritz (フリッツ皇帝, Furittsu-Kōtei) était le véritable souverain qui dirigeait le royaume d'Eldia, il y a environ 1857 ans avant la bataille de Revelio. Lorsque l'une de ses esclaves, Ymir, acquiert le pouvoir des Titans, il l'utilise pour développer le royaume d'Eldia et détruire ses ennemis. En guise de "récompense", il en fit sa concubine et eut trois filles avec elle. À la mort d'Ymir, l'empereur Fritz força ses filles à manger le corps de leur mère afin de préserver son pouvoir. À sa propre mort, il a commandé à ses filles de continuer à se reproduire et à se transmettre le pouvoir des Titans, afin que le peuple d'Ymir ne s'éteigne jamais et que le royaume d'Eldia puisse gouverner le monde à jamais avec ses Titans.
Ymir Fritz (ユミル・フリッツ, Yumiru Furittsu)
La Reine Ymir (ユミル女王, Yumiru-Joō) était la toute 1re Eldienne à obtenir le pouvoir des Titans. Elle était une esclave de l'empereur Fritz qui abusa de son pouvoir de Titan primordial (原始の巨人, Genshi no Kyojin) pour apporter la prospérité au royaume d'Eldia, puis dévaster toutes les autres nations du monde, dont l'empire Mahr. Environ 13 ans après avoir obtenu son pouvoir, elle mourut en protégeant l'empereur et son cadavre fut cannibalisé par leurs filles, Maria, Rose et Sina. Son pouvoir se sépara ensuite pour engendrer ce que l’on appelle les neuf Titans primordiaux. À sa mort, la reine Ymir fut transportée à l'intérieur de l'Axe, où elle continua de mouler les corps des Titans hors du sol argileux et à obéir à ses descendants de la famille royale, s'ils détenaient le Titan originel.

### Heazul
Heazul (ヒィズル, Hizuru) est une nation occupant une partie de l'Asie et est l'une des rares nations au monde à tolérer les Eldiens. En difficulté depuis la grande guerre des Titans, Heazul s'est allié à l'Île du Paradis après avoir entendu parler des descendants perdus du clan Shogun et des réserves de « roche explosive gelée » de l'Île, dans l'espoir qu'elles rendraient à la nation son ancienne gloire.
Kiyomi Azumabito (キヨミ・アズマビト, Kiyomi Azumabito)
Kiyomi est une ambassadrice de Heazul, ainsi qu'une alliée des Eldiens de l'Île du Paradis.

## Civils

### Île du Paradis
Mme Kirschtein ()
Voix japonaise : Minami Takayama
Mme Kirschtein est la mère de Jean.
Élie (エリー, Erī)
Voix japonaise : Miyuki Kobori
Élie est une jeune fille du district de Karanese. Elle et son frère sont témoins du départ et du retour du bataillon d'exploration lors de la 57e expédition extra-muros.
M. Ralle
Voix japonaise : Anri Katsu
M. Ralle est le père de Petra. Il a joyeusement parlé au caporal-chef Livaï d'une lettre que Petra lui avait envoyée avant d'apprendre la nouvelle de sa mort lors de la 57e expédition extra-muros.
Maire du District de Stohess (ストヘス区長, Sutohesu-ku Kuchō)
Le maire du district de Stohess est un politicien qui supervise les affaires du district de Stohess.
Artur Braus (アルトゥル・ブラウス, Aruturu Buraus)
Voix japonaise : Hiroshi Naka, voix française : Emmanuel Gradi
Artur est le père de Sasha, le mari de Lisa et un ancien chasseur du village de Dauper. Ce sont ses mots qui ont motivé Sasha à partir et à rejoindre l'Armée des Murs.
Kaya (カヤ, Kaya)
Voix japonaise : Nana Hamasaki, voix française : Jessie Lambotte (saison 2) puis Cindy Lemineur (saison 4)
Kaya est une civile vivant au sein du mur Rose. Sasha l'a sauvée du père de Conny transformé en titan lors de l'invasion du mur Rose et vit maintenant avec la Famille Braus.
Ralph (ラルフ, Rarufu)
Voix japonaise : Kousuke Takaguchi, voix française : Emmanuel Rausenberger
Ralph est un ancien membre de la 1re division des brigades spéciales.
Djer Sanes (ジェル・サネス, Jeru Sanesu)
Voix japonaise : Masaki Terasoma, voix française : Christophe Seugnet
Sanes est un ancien membre de la 1re division des brigades spéciales.
Gerald (ゲラルド, Gerarudo)
Voix japonaise : Toshitsugu Takashina, voix française : Charles Mendiant
Gerald est un haut responsable militaire ainsi qu'un ancien membre de l'assemblée du faux roi Fritz. Après un soulèvement réussi dirigé par le major Erwin du bataillon d'exploration, il a été emprisonné par l'armée des murs.
Aurille (アウリール, Aurīru)
Voix japonaise : Yoshikazu Nagano, voix française : Alexandre Coadour
Aurille est un ministre enrobé du gouvernement royal ainsi qu'un ancien membre de l'assemblée du faux roi Fritz. Après un soulèvement réussi dirigé par le major Erwin du bataillon d'exploration, il a été emprisonné par l'armée des murs.
Fritz (フリッツ, Furittsu)
Voix japonaise : Osamu Sonoe
Le faux roi Fritz est un roi fantoche qui remplaçait le prince Rhodes sur le trône des trois murs. Après le coup d'état et la mort du prince Rhodes, il fut remplacé par la reine Historia sur le trône.
Il n'a aucun lien de parenté avec la véritable famille royale. Reiner, Bertolt et Annie supposent qu'il appartient à une ethnie différente du peuple d'Ymir.
Deltoff (デレトフ, Deretofu)
Voix japonaise : Masaaki Ihara, voix française : Frédéric Souterelle
Deltoff est un marchand de haut rang ainsi qu'un ancien membre de l'assemblée du faux roi Fritz. Après un soulèvement réussi dirigé par le major Erwin du bataillon d'exploration, il a été emprisonné par l'armée des murs.
Flegel Reeves (フレーゲル・リーブス, Furēgeru Rībusu)
Voix japonaise : Tasuku Hatanaka, voix française : Emmanuel Rausenberger
Flegel est le successeur et le fils de Dimo. Après la mort de son père, il a aidé le bataillon d'exploration à déjouer la 1re division des brigades spéciales, avant de prendre la relève du poste de chef de la guilde des marchands du district de Trost.
Roy (ロイ, Roi)
Voix japonaise : Takashi Onozuka, voix française : Marc Bretonnière
Roy est journaliste et directeur de l'agence de presse Berg dans le district de Stohess. Avant le coup d'état, Roy obéissait à la nature de censure de la monarchie des murs et était fermement opposé la défier, par crainte de l'ancien gouvernement royal.
Pyré (ピュレ, Pyure)
Voix japonaise : Kenji Takahashi, voix française : Arnaud Laurent
Pyré est un journaliste qui travaille pour l'agence de presse Berg dans le district de Stohess, et s’associe souvent avec le journaliste vétéran Roy. Il souhaitait changer l'état actuel de l'agence de presse Berg, qui ne faisait que diffuser la propagande de la monarchie des murs.
Nicolo (ニコロ, Nikoro)
Voix japonaise : Eiji Hanawa, voix française : Adrien Larmande
Nicolo est un ancien soldat mahr qui ayant servi dans la marine mahr et faisait partie de la 1re flotte de recherche à destination de l'Île du Paradis après l'opération ratée sur cette dernière. Après avoir été fait prisonnier, il commence à travailler sur l'Île en tant que cuisinier pour l'armée des murs.
Lisa Braus (リサ・ブラウス, Risa Burausu)
Lisa est la mère de Sasha ainsi que l'épouse de M. Braus.
Mary Dork (マリー・ドーク, Marī Dōku)
Mary est l'épouse du commandant Naile ainsi que la mère de ses trois enfants.
Mère de Moses ()
Voix japonaise : Kyōko Terase
La mère de Moses était une femme qui vivait dans le district de Shiganshina avant la chute du mur Maria.
Dimo Reeves (ディモ・リーブス, Dimo Rībusu)
Voix japonaise : Daichi Endō, voix française : Marc Bretonnière
Dimo était un commerçant qui dirigeait la guilde des marchands du district de Trost. Il était basé dans le sud du mur Rose pour la plupart de ses affaires et avait de brèves alliances avec les brigades spéciales et le bataillon d'exploration, principalement en dehors du district de Trost.
Dan (ダン, Dan)
Dan était un employé de la guilde des marchands du district de Trost.
Jim (ジム, Jimu)
Jim était un employé de la guilde des marchands du district de Trost.
Nick (ニック, Nikku)
Voix japonaise : Tomohisa Asō, voix française : Yann Pichon
Le pasteur Nick était un membre éminent et dévoué du culte des murs, une religion qui vénère les trois murs et les considère comme sacrés.
M. Arlelt
Voix japonaise : Masaharu Sato, voix française : Yann Pichon
M. Arlelt était le grand-père paternel d'Armin. Après la chute du mur Maria, il mourut durant une opération pour le récupérer.
Alma (アルマ, Aruma)
Voix japonaise : Michiko Neya, voix française : Marie Nonnenmacher
Alma était la mère de la reine Historia, et la maîtresse et ancienne servante du Prince Rhodes. Après que sa fille et elle aient été envoyées vivre chez ses parents, elle est devenue escort-girl travaillant de nuit en ville.
Grisha Jäger (グリシャ・イェーガー, Gurisha Yēgā)
Voix japonaise : Hiroshi Tsuchida (en), voix française : Emmanuel Gradi ; Pascale Chemin (jeune)
Grisha était un Médecin originaire de la Zone d'Internement de Revelio, au sein de l'empire Mahr, et était un ancien membre de la résistance eldienne. Il a été envoyé en mission par la "Chouette" pour infiltrer les trois murs et prendre le Titan originel à la famille Reiss, et a reçu le pouvoir du Titan assaillant pour y parvenir. Grisha a été pris à l'intérieur des trois murs par Keith Shardiz, et s'est installé dans le district de Shiganshina. Il a documenté sa biographie partielle, une chronique de l'Histoire des Titans et des informations relatives au monde extérieur dans trois carnets qu'il a cachés dans son sous-sol.
Au sein de l'Empire Mahr, il était marié à Dinah et avait un fils nommé Sieg. Après avoir été envoyé sur l'Île du Paradis, il s'est remarié avec Carla qui donna naissance à Eren. Il a également adopté Mikasa en l'an 844. Il s'est emparé de l'Originel et l'a confié à Eren en même temps que l'Assaillant.
Carla Jäger (カルラ・イェーガー, Karura Yēgā)
Voix japonaise : Yoshino Takamori (en), voix française : Bérangère Jean
Carla était la mère d'Eren, la tutrice de Mikasa, et la 2e épouse du docteur Grisha.
Brigands (賊, Zoku)
Voix japonaise : Gou Shinomiya, Hiroki Maeda et Shintarô Oohata
Les brigands sont un trio de trafiquants d'êtres humains qui ont tué les parents de Mikasa, avant de la capturer en l'an 844.
Mme Ackerman
Voix japonaise : Yuuka Hirose, voix française : Jessie Lambotte
Mme Ackerman était la mère de Mikasa et l'épouse de M. Ackerman. Elle et sa famille vivaient dans une forêt près du district de Shiganshina. Elle a été assassinée par des proxénètes qui voulait s'emparer de la toute dernière asiatique.
M. Ackerman (アッカーマンさん, Akkāman-san)
Voix japonaise : Daichi Endō, voix française : Frédéric Souterelle
M. Ackerman était le père de Mikasa et l'époux de Mme Ackerman. Lui et sa famille vivaient dans une forêt près du district de Shiganshina. Il a été assassiné par des proxénètes qui voulait s'emparer de son épouse.
Kuchel Ackerman (クシェル・アッカーマン, Kusheru Akkāman)
Kuchel était la mère du caporal-chef Livaï et la jeune sœur du capitaine Kenny. Elle travaillait comme prostituée dans la ville souterraine.
Grand-père Ackerman (アッカーマンの祖父, Akkāman no Sofu)
Voix japonaise : Tetsuo Kanao, voix française : Yann Pichon
Le vieil Ackerman était le grand-père du capitaine Kenny et de Kuchel, ainsi que l'arrière grand-père du caporal-chef Livaï. Il était l’un des rares survivants de la famille Ackerman à connaître les raisons de la persécution des siens.
M. Smith
M. Smith était le père du Major Erwin. Ce sont ses mots qui ont motivé Erwin à essayer de prouver que sa théorie sur les trois murs et le monde extérieur était vraie.

### Empire Mahr
M. Leonhart (レオンハートさん, Reonhāto-san)
Voix japonaise : Unshō Ishizuka, voix française : Marc Bretonnière
M. Leonhart est un Eldien vivant au sein de l'empire Mahr et le père d’Annie. Il avait formé sa fille à devenir une Guerrière, pour qu'elle puisse hériter du Titan féminin.
Mme Jäger
Voix japonaise : Tomo Sakurai, voix française : Marie Nonnenmacher
Mme Jäger est la mère de Grisha et Faye et l'épouse de M. Jäger. Elle était également la tutrice de Sieg, son petit-fils ainé, après que ce dernier ait livré ses parents aux autorités de sécurité publique mahrs.
M. Jäger (イェーガーさん, Yēgā-san)
Voix japonaise : Seirou Ogino, voix française : Marc Bretonnière
M. Jäger est le père de Faye et Grisha, ainsi que le grand-père paternel de Sieg et Eren. Il s'est occupé de l'éducation de Sieg après l'arrestation de Grisha.
Karina Braun (カリナ・ブラウン, Karina Buraun)
Voix japonaise : Atsuko Yuya, voix française : Virginie Ledieu
Karina est la mère de Reiner et est une Eldienne vivant au sein de l'empire Mahr.
Père de Reiner ()
Voix japonaise : Naomi Kusumi, voix française : Julien Chatelet
Le père de Reiner est un Mahr ayant eu une relation illégale avec Karina, alors qu'elle était Eldienne.
Ymir (ユミル, Yumiru)
Voix japonaise : Saki Fujita, voix française : Bérangère Jean
Ymir est née a Mahr. Elle a été recueillie par un homme qui l'a fait passer pour la réincarnation d'Ymir jusqu'au jour où tous les fidèles de la secte ont été déportés sur Paradis. Son Titan primaire a réussi à s'emparer du Titan Mâchoire et elle a pu revivre. Se faufilant dans les Murs, elle s'est engagée. Elle a fini diplômée de la 104e brigade d'entraînement et ancienne membre du bataillon d'exploration. Elle a dissimulé ses secrets jusqu'au jour où Sieg a transformé en Titans les habitants de Ragako et où elle s'est transformée pour sauver sa vie. Reiner et Bertolt l'emmènent de force en même temps qu'Eren. Elle finit par les suivre de son plein gré et son Titan est donné à Marcel Gaillard.
Gleis (グライス, Guraisu)
Voix japonaise : Tatsuhisa Suzuki, voix française : Christophe Seugnet
Gleis était un ancien membre de la résistance eldienne.
Faye Jäger (フェイ・イェーガー, Fei Yēgā)
Voix japonaise : Chiyuki Miura, voix française : Caroline Combes
Faye était la jeune sœur de Grisha et en tant qu'Eldienne, elle a grandi dans la zone d'internement de Revelio, au sein de l'empire Mahr.

### Mercenaires anti-Mahr
Les mercenaires anti-Mahr (反マーレ義勇兵, Han Māre Giyū-hei) sont des soldats qui ont déjà servi dans l'armée Mahr mais qui ont décidé de rejoindre Sieg afin de libérer le peuple eldien.
Sieg Jäger (ジーク・イェーガー, Jīku Yēgā)
Voix japonaise : Takehito Koyasu ; Daiki Yamashita (jeune), voix française : Alexandre Coadour (saisons 2 et 3 partie 1) puis Charles Mendiant (depuis saison 3 partie 2) ; Pascale Chemin (saison 3 partie 2) puis Jessie Lambotte (saison 4) (jeune)
Le Capitaine Sieg (ジーク戦士長, Jīku Senshi-Chō) fait partie de l'unité des guerriers ayant pour but de s'emparer du Titan originel. Il est l'actuel détenteur du Titan bestial (獣の巨人, Kemono no Kyojin), et considéré par Reiner comme le Demi-Titan le plus puissant du monde, contrastant avec le titre d' "Humain le plus puissant de l'armée des murs" du caporal-chef Livaï.
Sieg est le fils de Grisha et Dinah, le demi-frère aîné d'Eren, et un membre de la famille royale des Fritz du côté de sa mère.
Il a d'abord été vu dans le mur Rose pendant sa supposée Invasion, après avoir transformé les habitants de Ragako en Titans sous son contrôle. Il a ensuite dirigé l'attaque contre le bataillon d'exploration lors de la bataille du district Shiganshina, en éliminant nombre d'entre eux. Après la bataille, il est retourné sur le Continent et a défendu l'empire Mahr contre l'alliance moyen-orientale. Sieg défendra plus tard l'empire Mahr, cette fois des forces envahissantes du bataillon d'exploration ; cependant, il aurait finalement changé de camp pour se ranger du côté des Eldiens de l'Île du Paradis et de son demi-frère.
En vérité, son but est d'utiliser le pouvoir de l'Originel pour rendre stériles tous les Eldiens pour que ne naissent plus des hommes déstinés à vivre dans la souffrance et à mettre fin à la peur des Titans. Ayant passé un accord avec Eren, il commence à manœuvrer jusqu'à ce qu'ils se retrouvent tous deux dans l'Axe où il pourra enfin lancer son plan d'éradication douce.
Jelena (イェレナ, Yerena)
Voix japonaise : Mitsuki Saiga, voix française : Audrey Sourdive
Jelena est une alliée du bataillon d'exploration qui faisait partie de la 1re flotte d'investigation de l'empire Mahr après l'échec de la mission de récupération du Titan originel menée par l'unité des guerriers. Subjuguée par Sieg, elle met tout en œuvre pour appliquer son plan. Plus tard elle est capturée par la garnison.
Onyakopon (オニャンコポン, Onyankopon)
Voix japonaise : Kouji Hiwatari, voix française : Baptiste Marc
Onya-Kopon est un homme allié au bataillon d'exploration lors de la bataille de Révélio. Il pilote un dirigeable, en suivant les ordres du major Hansi, que le bataillon utilisera pour battre en retraite il sera également capturé par la garnison comme tous ses collègues notamment Jelena.

### Autres
Ogweno (オグウェノ, Oguweno)
Ogweno est un ambassadeur étranger et un ami de Willy. Il est l'un des nombreux ambassadeurs de son pays lors du festival de Revelio qui a suivi la guerre de l'empire Mahr contre l'alliance moyen-orientale
Nambia (ナンビア, Nanbia)
Nambia est une ambassadrice étrangère et une amie d’enfance de Willy. Elle est l'une des nombreux ambassadeurs de son pays lors du festival de Revelio qui a suivi la guerre de l'empire Mahr contre l'alliance moyen-orientale

## Pro-Jäger
Les pro-Jäger (イェーガー派, Yēgā-ha) sont un groupe rebelle composé principalement d'anciens soldats du bataillon d'exploration. Leur objectif est de réunir les frères Jäger, Sieg et Eren, et de créer un nouvel empire d'Eldia.
Luise (ルイーゼ, Ruīze)
Voix japonaise : Mariko Nagai, voix française : Marie Nonnenmacher (saison 1) puis Caroline Combes (saison 4)
La recrue Luise est une jeune fille que Mikasa aurait sauvée d'un Titan durant la bataille du district de Trost. Plus tard, elle rejoint le bataillon d'exploration et participe à la bataille de Revelio. Elle déserte l'armée des murs à un moment donné pour rejoindre un groupe de rebelles dirigé par Eren.
Frock Forster (フロック・フォルスター, Furokku Forusutā)
Voix japonaise : Kenshō Ono, voix française : Arnaud Laurent
Frock était une ancienne recrue (新兵, Shinpei) qui a rejoint le bataillon d'exploration avant la bataille du district de Shiganshina, au service du chef d'escouade Klaus. Outre le major Hansi et l'escouade tactique, il fut le seul survivant de cette bataille ayant permis la reprise du mur Maria. Après avoir découvert la vérité sur le monde extérieur, Frock développa une haine profonde envers l'empire Mahr. Il fut le chef de file des pro-Jäger et croyait qu'Eren était le seul à pouvoir sauver le peuple d'Ymir.
Holger (ホルガー, Horugā)
Holger est un ancien membre du bataillon d'exploration ayant rejoint Eren et les pro-Jäger.
Wim (ヴィム, Vimu)
Wim est un ancien membre du bataillon d'exploration ayant rejoint Eren et les pro-Jäger.
Zulma (スルマ, Suruma)
La jeune recrue Zulma est un ancien membre de la 109e brigade d'entraînement.
Griez (グリーズ, Gurīzu)
Voix japonaise : Tatsuhisa Suzuki, voix française : Laurent Blanpain
Griez est un ancien soldat ayant servi dans la marine Mahr et faisait partie d'une flotte de recherche à destination de l'Île du Paradis après l'opération ratée sur cette dernière. Après avoir été fait prisonnier par le bataillon d'exploration, il commence à travailler comme serveur dans un restaurant à l'intérieur des murs.
Samuel Link-Jackson (サムエル・リンケ-ジャクソン, Samueru Rinke-Jakuson)
Voix japonaise : Kenji Takahashi
Samuel était un ancien membre de la 104e brigade d'entrainement ayant rejoint les pro-Jäger.
Daz (ダズ, Dazu)
Voix japonaise : Shūhei Takubo, voix française : Damien Da Silva
La jeune recrue Daz (ダズ訓練兵, Dazu Kunren-Hei) était un ancien membre de la 104e brigade d'entrainement ayant combattu durant la bataille du district de Trost et plus tard ayant rejoint les pro-Jäger.

## Titans
Les Titans (巨人, Kyojin) sont les faux antagonistes principaux de la série et servent de catalyseurs primaires dans les événements de l'intrigue. Ils sont une race d'humanoïdes géants qui seraient apparus il y a plus de 100 ans et auraient rapidement exterminé l'humanité jusqu'à sa quasi-extinction. En réalité, les Titans sont des humains eldiens transformés en géants et qui parcourent la Terre depuis près de 2000 ans depuis les temps d'Ymir Fritz.
Titans des murs (壁の巨人, Kabe no Kyojin)
Ces Titans de 50 mètres sont des déviants semblables au Titan colossal. Ils possèdent la capacité de durcissement et existent par dizaines de millions. En l'an 743, le roi Karl utilisa ses pouvoirs de Titan originel pour commander environ 585000 de ces Titans afin de créer les trois murs Maria, Rose et Sina et protéger les Eldiens qui sont restés sur l'Île du Paradis. Le manque d'énergie solaire à l'intérieur des murs les a rendus immobiles depuis, bien que le Roi Karl ait menacé de les libérer et de les utiliser pour détruire l'Empire Mahr si l'Île du Paradis devait être attaquée. Le bataillon d'exploration a découvert et révélé leur existence lorsque le Titan féminin a tenté d'escalader le mur Sina pour échapper à Eren.
Mme Springer ()
Voix japonaise : Michiko Kaiden
Mme Springer est la mère de Conny et une habitante du village de Ragako. Elle a été transformée en Titan par Sieg lors de l'invasion du mur Rose. À cause de ses membres atrophiés, elle ne pouvait se déplacer et n'était donc pas une menace. Elle n'a donc pas été tuée.
"Titan parlant" (話すの巨人, Hanasu no Kyojin)
Le Titan parlant est une ancienne membre d'un culte qui vénérait Ymir Fritz, au sein de l'empire Mahr, avant d'être transformé en Titan déviant lorsque son groupe a été découvert par les autorités de sécurité publique de l'empire Mahr. En rencontrant Ilse, il a cru reconnaitre Ymir et lui a rendu hommage avant de céder  à ses instincts de titans et de la dévorer.
Rhodes Reiss (ロッド・レイス, Roddo Reisu)
Voix japonaise : Yusaku Yara, voix française : Frédéric Souterelle
Le prince Rhodes (ロッド王子, Roddo-Ōji) était un membre de la véritable famille royale des trois murs, opérant à partir des terres intérieures du mur Sina, ainsi que le père d'Historia. Il était secrètement le véritable roi des trois murs de 845 à 850. Après avoir tenté de convaincre Historia de s'emparer du Titan Originel, il dut avouer que ni Uli ni Frieda n'ont été en mesure de s'opposer à la volonté du premier Roi des Murs. En s'opposant à son père, Historia lui casse le dos. Il se traîne jusqu'à la seringue contenant le liquide transformant en Titan et boit. Il s'est transformé en gigantesque Titan déviant. À cause de ses membres atrophiés, il s'est traîné jusqu'à la ville la plus proche pour en dévorer les habitants.
Dinah Jäger / Dina Fritz (ダイナ・イェーガー / ダイナ・フリッツ, Daina Yēgā / Daina Furittsu)
Voix japonaise : Nozomi Kishimoto, voix française : Pascale Chemin
Dinah était la 1re épouse de Grisha, et membre de la résistance eldienne. Et avant la naissance de son fils, Sieg, l'une des dernières descendantes de la famille royale restée sur le continent. Elle a été capturée pour trahison contre l'empire Mahr et a été transformée en "Titan souriant" (笑顔の巨人, Egao no Kyojin) qui allait plus tard manger la 2e épouse de son mari, Carla.
M. Springer
M. Springer était le père de Conny, ainsi qu'un résident du village de Ragako. Il a été transformé en Titan par le Titan bestial lors de l'invasion du mur Rose.
Sunny Springer (サニー・スプリンガー, Sanī Supuringā)
Sunny était la sœur de Conny, ainsi qu'une résidente du village de Ragako. Elle a été transformée en Titan par le Titan bestial lors de l'invasion du mur Rose.
Martin Springer (マーティン・スプリンガー, Mātin Supuringā)
Martin était le frère de Conny, ainsi qu'un résident du village de Ragako. Il a été transformé en Titan par le Titan bestial lors de l'invasion du mur Rose.
"Sawney" (ソニー, Sonī)
Voix japonaise : Kenta Ōkuma
"Sawney" était le nom donné par le chef d'escouade Hansi à un Titan de quatre mètres qui a été capturé après la bataille du district de Trost.
"Bean" (ビーン, Bīn)
"Bean" était le nom donné par le chef d'escouade Hansi à un Titan de 7 mètres qui a été capturé après la bataille du district de Trost.
"Titan fixeur" (定着の巨人, Teichaku no Kyojin)
Voix japonaise : Masaaki Ihara
Le "Titan fixeur" était une ancienne membre de la résistance eldienne qui a été capturée par les autorités de sécurité publique de l'empire Mahr, puis transformée en Titan déviant pour le crime de trahison.

## Figures légendaires
Helos (ヘーロス, Hērosu)
Helos était une figure de la mythologie Mahr, et était réputé pour avoir tué le démon de la Terre.
Démon de la Terre (大地の悪魔, Daichi no Akuma)
Le démon de la Terre était une figure de la mythologie eldienne qui aurait conclu un pacte avec Ymir Fritz, ce qui aurait amené cette dernière à devenir le 1er demi-Titan. La légende raconte que le héros mahr Helos aurait tué le démon. Eren Kruger croyait que le démon n'était rien d'autre qu'une invention de l'empire Mahr pour souiller la réputation d'Ymir Fritz.

## Personnages non canons
"Junichi" (純一, Junichi)
Junichi est un Titan et l'âme sœur du chef d'escouade Hansi apparaissant dans l'aperçu gag des volumes 5 à 6 du manga.
Mikarin (みかりん, Mikarin)
Mikarin est une idole du bataillon d'exploration apparaissant dans l'aperçu gag des volumes 9 à 10 du manga.
Léon "Large Froc" (腰ばきのレオン, Koshipan no Reon)
Léon est un membre du bataillon d'exploration apparaissant dans l'aperçu gag des volumes 16 à 17 du manga.